# Rumince
Rumince – wieś (obec) na Słowacji położona w kraju bańskobystrzyckim, w powiecie Rymawska Sobota. Pierwsze wzmianki o miejscowości pochodzą z roku 1266. 
Według danych z dnia 31 grudnia 2012, wieś zamieszkiwało 375 osób, w tym 192 kobiety i 183 mężczyzn.
W 2001 roku rozkład populacji względem narodowości i przynależności etnicznej wyglądał następująco:
- Słowacy – 32,39%
- Czesi – 0,7%
- Niemcy – 0,47%
- Węgrzy – 66,43%

Ze względu na wyznawaną religię struktura mieszkańców kształtowała się w 2001 roku następująco:
- Katolicy rzymscy – 28,87%
- Ewangelicy – 20,89%
- Ateiści – 6,81%
- Nie podano – 0,47%